# Bericht über die Lage der Psychiatrie in der Bundesrepublik Deutschland
Der Bericht über die Lage der Psychiatrie in der Bundesrepublik Deutschland – so die offizielle Bezeichnung der Psychiatrie-Enquete – wurde im September 1975 fertiggestellt und hat einen Umfang von 430 DIN-A4-Seiten. Er wurde im Auftrag des Bundestages von einer Sachverständigenkommission aus rund 200 Mitarbeitern aller Bereiche der Psychiatrie erstellt.

## Der Bericht
Die Bundesrepublik Deutschland hatte bis dahin einen mühsamen Weg in Sachen Psychiatrie hinter sich und begann erst Jahrzehnte nach den NS-Krankenmorden, sich mit der Situation der psychisch Kranken in der Zeit des Nationalsozialismus auseinanderzusetzen. 1970 befasste sich der Deutsche Ärztetag erstmals in seiner Geschichte mit der psychiatrischen Versorgung. Bis 1972 wurden die Deutsche Gesellschaft für Soziale Psychiatrie (DGSP) und die Aktion Psychisch Kranke e. V. gegründet. Letztere umfasste Vertreter aller Interessensgruppen und erhielt die Geschäftsführung der Psychiatrie-Enquête übertragen, welche am 31. August 1971 konstituiert wurde.
Auftragsgemäß legte die Kommission im Oktober 1973 einen Zwischenbericht vor, der schwerwiegende Mängel bei der Versorgung psychisch Kranker offenbarte. In ihm wurde festgestellt, „daß eine sehr große Anzahl psychisch Kranker und Behinderter in den stationären Einrichtungen unter elenden, zum Teil als menschenunwürdig zu bezeichnenden Umständen leben müssen.“ Die wichtigste Forderung der Sachverständigenkommission war die nach „Sofortmaßnahmen zur Befriedigung humaner Grundbedürfnisse“.
Darüber hinaus äußerte die Sachverständigenkommission die Auffassung:
„Die psychiatrische Krankenversorgung (ist) grundsätzlich ein Teil der Gesamtmedizin (...). Demgemäß muß das System der psychiatrischen Versorgung in das bestehende System der allgemeinen Gesundheitsvorsorge und -fürsorge integriert werden. Dem psychisch Kranken muß prinzipiell mit den gleichen Rechten und auf dem gleichen Wege wie dem körperlich Kranken optimale Hilfe unter Anwendung aller Möglichkeiten ärztlichen, psychologischen und sozialen Wissens gewährleistet werden.“

## Empfehlungen
- Förderung von Beratungsdiensten und Selbsthilfegruppen
- Gemeindenahe Versorgung
- Umstrukturierung der großen psychiatrischen Krankenhäuser
- Getrennte Versorgung für psychisch Kranke und geistig behinderten Menschen
- Gleichstellung somatisch und psychisch Kranker
- Förderung der Aus-, Fort- und Weiterbildung
- Versorgung psychisch Kranker und Menschen mit einer Behinderung als Teil der allgemeinen Gesundheitsversorgung